# Underworld (Adagio)
Underworld è un album pubblicato nel 2003 dal gruppo progressive metal francese Adagio.

## Tracce
1. Next Profundis
2. Introitus Solvet Saeclum In Favilla
3. Chosen
4. From My Sleep to Someone Else
5. Underworld
6. Promises
7. The Mirror Stage
8. Niflheim
9. Missa Aeterna